# 24-7 Spyz
24-7 Spyz ist eine US-amerikanische Funk-Metal- und Crossover-Band aus New York City, die im Jahr 1986 gegründet wurde.

## Geschichte
In New Yorks South Bronx taten sich im Jahr 1986 der Sänger Peter Forrest alias „P. Fluid“ und der Schlagzeuger Kindu Phibes zusammen, um eine Band zu gründen. Als sie auf den Gitarristen Jimi Hazel und den Bassisten Rick Skatore trafen, war diese komplett. Wenige Monate später wurde Phibes auf der Straße angeschossen. Nach seiner körperlichen Genesung behielt er ein Trauma zurück, das sich in Menschenscheu äußerte, und er musste durch Anthony Johnson ersetzt werden. Auf dem 8-Spur-Demo, das der Band einen Plattenvertrag einbrachte, ist somit Johnson zu hören. Über In-Effect Records erschien im Jahr 1989 das Debütalbum Harder Than You. Die Kool-&-The-Gang-Coverversion Jungle Boogie wurde zudem mehrfach auf MTV gespielt. Als weitere Coverversion ist zudem das Black-Uhuru-Lied Sponji Reggae auf dem Album enthalten. Nachdem 1990 das zweite Album Gumbo Millennium veröffentlicht worden war, ging es zusammen mit Jane’s Addiction auf Tournee. An deren Ende im November 1990 verließen Forrest und der Schlagzeuger Johnson die Besetzung. Forrest hatte seinen Fans bei einem Auftritt auf der Tour von seinem Ausscheiden erzählt, bevor es die Bandmitglieder überhaupt wussten. Als Ersatz stießen der Sänger Jeff Brodnax und der Schlagzeuger Joel Maitoza hinzu. Zudem wechselte die Gruppe zum Label East West Records. Im selben Jahr spielte die Band unter anderem als Vorgruppe von Alice Cooper, und im Anschluss daran als Headliner über eine Woche lang auch in deutschen Clubs. 1991 folgte die EP This Is… 24-7 Spyz!, dem sich 1992 das nächste Album Strength in Numbers anschloss, welches von Terry Date produziert worden war. Während des Aufnahmezeitraums war es der Gruppe möglich, zusammen mit Public Enemy auf der Bühne zu stehen. Nach der Veröffentlichung des Albums kam es, aufgrund der Frustration der Mitglieder durch die Albumveröffentlichung, zu einer längeren Pause. Während eines Erdbebens in Los Angeles machte sich Jimi Hazel Gedanken, wie viel Zeit er verschwendet hatte, als er mit der Band nicht aktiv war, was ihn zu ihrer Wiederbelebung bewog. Auf dem 1995er-Album Temporarily Disconnected, das nur in Europa erschien, bestand die Gruppe wieder aus den Mitgliedern, die bereits auf Harder Than You zu hören waren, ehe sich die Besetzung erneut veränderte. Schließlich übernahm Hazel zusätzlich auch den Gesang, während der Posten des Schlagzeugers mehrfach wechselte. 1996 folgte das Album Heavy Metal Soul by the Pound, das in Europa den Namen 6 trug. Hierauf war Joel Maitoza als Schlagzeuger zurückgekehrt. Zudem steuerte Doug Pinnick von King’s X Gastgesang bei. Die europäische Version hatte eine leicht veränderte Trackliste und wurde bei Enemy Records veröffentlicht. Auf dem Album waren zudem noch ältere Aufnahmen zu hören, in denen Carlton Smith das Schlagzeug spielte. 1997 erschien die EP If I Could, die Live-Aufnahmen von einem Konzert in ihrem Fanclub in St. Louis vom Oktober 1996 enthält. Danach ging die Gruppe auf eine Europatour. Von 1998 bis 2003 pausierte die Band.
Danach wiederbelebten Hazel und Skatore die Band im Januar 2004, woraufhin das erste Live-Album der Band unter dem Namen Can You Hear the Sound? erschien, wobei die Aufnahmen aus dem Jahr 1998 stammten. Ein neues Studioalbum wurde im Jahr 2006 unter dem Namen Face the Day veröffentlicht.

## Stil
Laut Greg Prato von Allmusic hat das Living-Colour-Album Vivid den Weg für andere afroamerikanische Bands wie 24-7 Spyz geebnet. Die Gruppe spiele eine Mischung aus Funk und Heavy Metal mit bedeutungsvollen Texten. Jimi Hazel habe sein Pseudonym aus dem Vor- bzw. Nachnamen seiner Lieblingsgitarristen gewählt: Jimi Hendrix und Eddie Hazel. Die Encyclopedia of Popular Music charakterisiert den Stil als Mischung aus Ska, Punk und Funk in der Art von Fishbone und den Bad Brains, wobei das Debütalbum neben dem hohen Funk- auch einen nicht unerheblichen Thrash-Anteil habe, der mit Rap und Reggae angereichert sei. Laut rockdetector.com vermische die Band auf Harder Than You Funk, Rhythm and Blues und Hard Rock. Laut Holger Stratmann in der Rock Hard Enzyklopädie bietet die Band auf Harder Than You einen Crossover aus Metal, Rap, Funk, Hardcore Punk und Reggae. Zu der Zeit der Veröffentlichung habe sich die Gruppe „[i]m Kielwasser von anderen Crossover-Acts wie Fishbone, Bad Brains und Living Colour“ befunden. Detlef Wulbrandt wählte dafür im Metal Hammer die Bandwurmbezeichnung „Funk-Metal-Rock-Reggae-Hip-Hop“. Laut Hanno Kress vom Rock Hard handelt Temporarily Disconnected von heterosexuellen Beziehungen. Im Interview mit Kress gab Jimi Hazel an, dass die Mitglieder überrascht waren, dass alle Texte dasselbe Thema hätten, da sie getrennt voneinander geschrieben hätten. Kress schrieb, dass das Lied Why davon handelt, wie Hazel auf ein Dach steige, um dies zu reparieren. Dies stünde symbolisch für das Flicken einer Beziehung. Der Inhalt thematisiere jedoch keine persönlichen Beziehungen. Hazel gab an, dass er aus der Hardcore-Punk-Szene stammt. Martin Popoff schrieb in seinem Buch The Collector’s Guide of Heavy Metal. Volume 2: The Eighties in seiner Rezension zu Harder Than You, dass die Band Funk mit Heavy Metal und Rap kombiniert und somit zwischen Bands wie Red Hot Chili Peppers, Living Colour, Faith No More, Beastie Boys, Bad Brains und Scatterbrain einzuordnen sei. Der Bass werde gelegentlich mit der Slaptechnik gespielt. Zudem könne man auch gelegentlich Einflüsse aus Thrash Metal, Progressive Metal, Rockmusik, Rhythm and Blues und Reggae heraushören. Die Band mache dabei auch von Breakdowns Gebrauch. Laut Matthias Prenzel vom Metal Hammer gibt es auf Gumbo Millennium ein Lied namens Do the Right Thing, das ihren Namen aus dem gleichnamigen Film habe, der sich auf Malcolm X und Martin Luther King beziehe. Im Interview mit Prenzel gab der seinerzeitige Sänger Forrest an, dass die Band auf der Seite von Malcolm X ist. Den Bandnamen 24-7 Spyz erläuterte er damit, dass die Band 24 Stunden am Tag, sieben Tage pro Woche in fremden Stilrichtungen spioniere. Zu Harder Than You schrieb Prenzel, dass die Band hierauf die „Entschiedenheit des Hardcore, [die] Energie des Funk, [die] Power des Metal, vielleicht [die] Aggressivität Rap-piger Rhythmen [und] sicher mit [die] Wirrnis des Reggae“ kombiniere. Laut Forrest hat Harder Than You Funk und Hardcore Punk als Grundlage, während Gumbo Millennium eher auf Soul, der den Reggae-Anteil etwas mehr verdränge, und Rock, der den Hardcore Punk ersetze, basiere. Mark Sikora meinte in der Spex zu Gumbo Millennium, es seien verspielte Crossover-Experimente auf der Fährte von Living Colour. In ihrer Rezension zu Gumbo Millennium gab Andrea Nieradzik vom Metal Hammer an, dass die Band noch mehr als Living Colour mit verschiedenen Musikrichtungen experimentiert. Auf dem Album gebe sich die Band gereifter als noch auf dem Vorgänger. Die noch auf dem Vorgänger eingestreuten Hardcore-Punk-Passagen seien nun fast komplett verschwunden. Zudem sei die Anzahl der Heavy-Metal-Passagen zurückgegangen, sodass nun „jazziges Gedudel“ dominiere. Laut Markus Kavka vom selben Magazin spielt die Band auf Temporarily Disconnected ein „Funk-Jazz-Metal-Hardcore-Gebräu“. Das erste Album sei damals seiner Zeit weit voraus gewesen. Seitdem habe sich die Band jedoch kaum weiterentwickelt. Kavka schrieb zu 6, dass die Gruppe hierauf „Old-School-Funk-Rap-Metal“ spielt. Auf dem Album versuche man, im Gegensatz zum Vorgänger, „nicht mit Gewalt wie junge Hüpfer zu klingen“. Zudem habe man die „albernen Gitarren-Soli […] auf ein erträgliches Minimum reduziert, die Grooves sind straighter und Jimi Hazel ist ein begnadet unbegnadeter Sänger“. Bereits bei Strength in Numbers war dem Musikexpress die „Zutat“ Jazz aufgefallen, neben Heavy Metal, Melodic Rock, Funk Psychedelic und zappaesken Klangexperimenten. Auch die Texte seien etwas Besonderes: „Teils in Form von Geschichten, teils schlagzeilenartig prägnant, sind ihre Songs packende Kurzreportagen über die amerikanische Wirklichkeit.“
1996 gab Jimi Hazel als „musikalische Verwandte“ an: Rage Against the Machine, Korn und Biohazard.

## Diskografie
- 1989: Harder Than You (Album, In-Effect Records)
- 1989: Jungle Boogie (Single, In-Effect Records)
- 1990: Gumbo Millennium (Album, In-Effect Records)
- 1990: Don't Break My Heart! (Single, In-Effect Records)
- 1991: This Is… 24-7 Spyz! (EP, East West Records)
- 1992: Strength in Numbers (Album, East West Records)
- 1995: Temporarily Disconnected (Album, Enemy Records)
- 1996: Heavy Metal Soul by the Pound (Album, What Are Records?)
- 1996: 6 (Europäische Version von Heavy Metal Soul by the Pound, Enemy Records)
- 1997: If I Could (EP, What Are Records?)
- 2005: HMS4L: The Many Lives of Walter Rattamus (DVD, Eigenveröffentlichung)
- 2006: Can You Hear the Sound? (Live-Album, What Are Records?)
- 2006: Face the Day (Album, Gumbo Records)